# Smokepurpp
Omar Jeffery Pineiro (nascido em 15 de maio de 1997), também conhecido como Smokepurpp, é um rapper americano originário do sul da Flórida. Primeiramente atuando apenas como produtor musical, Pineiro mais tarde obteve sucesso como rapper na plataforma de streaming de áudio SoundCloud em 2017 após o aumento de popularidade de sua faixa "Audi".
Pineiro lançou sua mixtape comercial de estreia Deadstar em 29 de setembro de 2017, e a mixtape alcançou a posição 42 na parada de álbuns da Billboard 200 .

## Início da vida
Smokepurpp nasceu em 15 de maio de 1997, em Chicago, Illinois . Mudou-se, com sua família, para Miami, Flórida, quando  tinha três anos. Falando sobre sua criação, Pineiro se descreveu durante o ensino médio como um indivíduo calmo que se cercou de diversos grupos de pessoas.
Pineiro começou sua carreira musical como produtor, hobby que adquiriu devido ao tédio. Enquanto fazia isso, ele teve uma grande influência em fazer seu amigo Lil Pump começar a fazer rap. Ele começou a fazer rap quando ninguém comprava seus instrumentais produzidos, e devido ao sucesso de várias faixas na plataforma de distribuição de áudio SoundCloud, Pineiro abandonou o ensino médio no último ano letivo.
Suas influências musicais são Kanye West, Taking Back Sunday, J. Cole , Frank Ocean, Every Avenue, Young Thug e Lucki .

## Carreira

### 2014–2016: Início do Trabalho
Pineiro originalmente começou a seguir a música no ensino médio, começando como produtor. Como muitos outros, Pineiro começou a publicar sua arte no SoundCloud . Pineiro começou a fazer rap por falta de pessoas comprando seus instrumentais produzidos. A primeira música de Pineiro foi lançada no SoundCloud em 2015, mas rapidamente a música foi apagada devido à falta de qualidade, com Pineiro logo em seguida lançando sua segunda música, "Live Off a Lick" com o rapper nativo da Flórida XXXTentacion . Pineiro eventualmente abandou o colégio devido à ascensão de sua carreira musical. Pineiro posteriormente lançou seu primeiro videoclipe em 23 de setembro de 2014, intitulado "It's Nothin" com o rapper Lil Ominous, que também é primo de Pineiro.

### 2017–2018: Sucesso absoluto e álbuns nas paradas
Em março de 2017, Smokepurpp assinou um contrato de parceria com a Alamo Records (agora parte da Sony Music ) e a Interscope Records . Logo em seguida, ele anunciou sua mixtape comercial de estreia em 9 de março de 2017, no Twitter. Alguns dias depois, em 14 de março de 2017, Pineiro anunciou que a mixtape se chamaria Deadstar .
Pineiro lançou seu single de estreia comercial, "Audi", em maio de 2017. O single logo se tornou a maior música de sua carreira, com mais de 25 milhões de reproduções no SoundCloud e 122 milhões de streams no Spotify em outubro de 2017. Em setembro de 2017, Pineiro anunciou que a data de lançamento de Deadstar seria em 22 de setembro do mesmo ano, lançando o single "Bless Yo Trap" após o anúncio. Entretanto, Pineiro anunciou depois que Deadstar seria adiado, sem data de lançamento prevista.
Em 28 de setembro de 2017, Pineiro finalmente lançou Deadstar. A mixtape inclui participações de artistas como Chief Keef, Juicy J e Travis Scott, estreando no número 42 na parada de álbuns da Billboard 200. Após o lançamento da mixtape, em 8 de novembro de 2017, Pineiro esteve no programa da MTV TRL, onde anunciou que em breve lançaria uma mixtape colaborativa com Murda Beatz intitulada Bless Yo Trap . Posteriormente, ele lançou dois singles da mixtape, intitulados "123" e "Do Not Disturb", com a última tendo a participação de Lil Yachty e Offset do grupo de rap Migos. A mixtape foi lançada em 13 de abril de 2018.
Em 20 de março de 2018, enquanto Pineiro estava no SXSW, ele fez uma entrevista com Nardwuar the Human Serviette, e nessa entrevista, Nardwuar expôs que tinha um projeto chegando em 2018 chamado Sound of Space, junto com seu projeto Deadstar 2 .

### 2019–presente: Álbum de estúdio de estreia
Em 19 de abril de 2019, Pineiro lançou seu EP Lost Planet via Alamo Records. O EP inclui participações especiais dos rappers Gunna, Lil Pump e NLE Choppa. Em 13 de dezembro, lançou seu primeiro álbum de estúdio, Deadstar 2, após muitos atrasos. Embora não tenha tido um desempenho comercial tão bom quanto seus projetos anteriores, alcançou a posição 86 na parada de álbuns canadenses .
Pineiro lançou seu segundo álbum de estúdio, Florida Jit, em 19 de junho de 2020.